# Xvid
Xvid è un codec video open source aderente allo standard MPEG-4 (profilo SP e ASP) originariamente basato su OpenDivX. Il progetto Xvid è partito nel luglio 2001 come XviD, a seguito della chiusura del progetto OpenDivX da parte di DivXNetworks Inc., società creatrice del popolare codec DivX.

## Storia

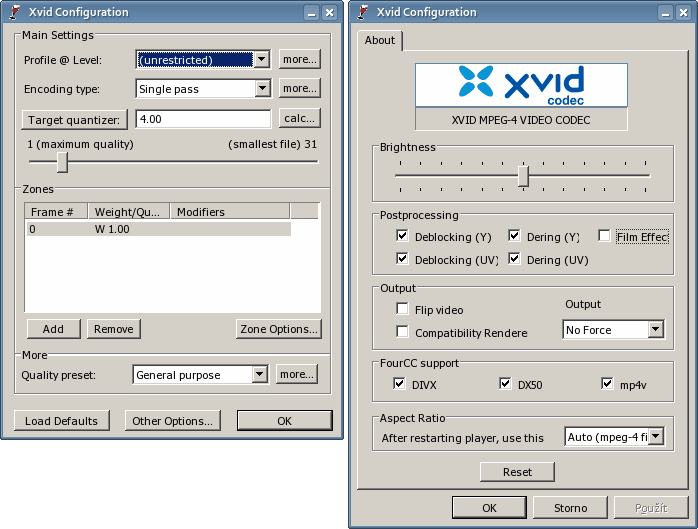
Finestra di configurazione dell'encoder e decoder

Nel gennaio 2001, DivXNetworks creò OpenDivX come parte di un progetto chiamato Project Mayo, il cui intento era quello di diventare una base per progetti multimediali open source. OpenDivX era un codec MPEG-4 open source basato su una licenza alquanto restrittiva; inoltre, solo i dipendenti del DivX Advanced Research Centre (DARC) avevano la possibilità di accedere in modalità scrittura al server CVS, dove veniva tenuto il codice sorgente. Nello stesso anno, lo sviluppo di OpenDivX terminò e il DARC pubblicò una versione preliminare del codec closed source DivX 4, basato su OpenDivX. Da quel momento, un gruppo di sviluppatori autonomi, usando l'ultima versione di OpenDivX come punto di partenza, cominciarono a sviluppare il codec Xvid. Il codice originale di OpenDivX è ora stato completamente rimpiazzato e Xvid viene distribuito sotto la licenza GPL. L'ultima versione stabile è la 1.3.5 (pubblicata l'8 dicembre 2017).

## Qualità a confronto
A parità di bitrate, Xvid produce un video di qualità leggermente migliore rispetto al concorrente DivX, con un PSNR un po' più alto.
Inoltre, sia il decoder che l'encoder sono decisamente meno pesanti per la CPU. Questo fatto si traduce in una decodifica del flusso video possibile anche su macchine datate (cosa non possibile su DivX).

## Diffusione
La diffusione di Xvid è superiore a quella del codec "rivale" DivX, soprattutto grazie al suo successo nel circuito del file sharing.
La diffusione di questo codec e la sua aderenza allo standard MPEG-4 ASP hanno fatto sì che molti produttori di lettori DVD da tavolo aggiungessero supporto anche a questo standard, unitamente al consolidato DivX. Questo tipo di lettori, oggi molto comuni, sono detti in inglese "stand alone", in quanto hanno al loro interno tutto ciò che serve per tale funzione e non necessitano di un computer. Sui computer, i sistemi operativi supportati sono Windows, GNU/Linux e Mac OS X; quest'ultimo non ufficialmente.

## Compatibilità con i lettori da tavolo
Il codec Xvid aderisce ai sotto-standard Simple Profile e Advanced Simple Profile dello standard MPEG-4; il profilo ASP prevede funzionalità avanzate, tra cui vi sono anche Global Motion Compensation (GMC, una tecnica che ottimizza la compressione in presenza di movimento globale della scena) e Quarterpel Motion Compensation (QPel). Queste funzionalità, tuttavia, non sono quasi mai supportate dai lettori da tavolo, anche quando essi riportano la dicitura "Compatibilità Xvid" e quindi, per poter vedere correttamente un video compresso in Xvid su questi lettori, è necessario, in fase di codifica, disattivare GMC e QPel; la matrice di quantizzazione deve essere H.263 o MPEG standard (non "MPEG-Custom"). I "max consecutive B-VOPs" devono essere impostati massimo a "2" con la modalità "packed bitstream" disattivata; tuttavia, con alcuni lettori da tavolo potrebbe invece essere necessario attivarla. Nella maggior parte dei casi, i lettori da tavolo, soprattutto quelli più recenti, supportano entrambe le modalità. La modalità "packed" è certamente supportata da tutti i lettori da tavolo in caso di "max consecutive B-VOPs = 1".  Si noti che il "packed bitstream" non fa parte dello standard MPEG-4 e del flusso video vero e proprio, ma è soltanto un modo alternativo di memorizzare i fotogrammi B (B-VOPs) nel contenitore AVI, originariamente con lo scopo di far supportare questo tipo di fotogrammi (bidirezionali) ai programmi di video editing basati sulla tecnologia VFW (Video for Windows); con appositi software è comunque sempre possibile rimuoverlo o inserirlo velocemente a seconda delle necessità, in fase post-codifica e senza dover ricodificare il video.